# Simbácio II da Arménia

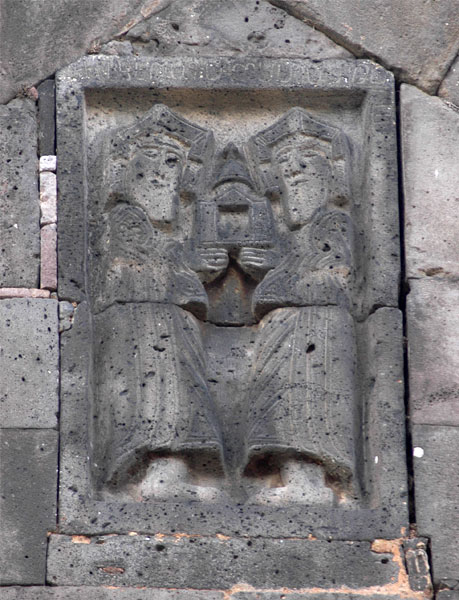
Gourgen I de Aghbanie e Simbácio II da Arménia.

Simbácio II da Armênia (em grego: Συμβάτιος; romaniz.: Symbátios; em armênio/arménio: Սմբատ; romaniz.: Smbat), chamado o Conquistador, foi um príncipe da Arménia da Dinastia Bagratúnio, tendo governado entre 977 e 989.[carece de fontes?]

## Nome
Simbácio (Symbatius) é a forma latina do armênio Sembate (Սմբատ, Smbat), que embora se saiba ter uma origem iraniana, não se conhece seu significado. Foi registrado em grego com Simbácio (Συμβάτιος, Symbátios), em persa novo como Sunfade (سانپاد, Sunfād) e Simbá / Simbade (سندباد, Sinbād). A tradição armênia preservada em Moisés de Corene atribuiu a origem do nome a Xambate (Շամբաթ, Šambatʻ), um suposto hebreu ativo nos tempos do mítico Valarsaces I.

## Biografia
Simbácio II sucedeu seu pai Asócio III da Arménia, a coroação ocorreu no mesmo dia que Asócio morreu para evitar um crise de sucessão.
Além de tornar seu próprio irmão Gurgen I o rei de Lorri, Simbácio II fortificou a cidade de Ani ao norte com uma muralha dupla e torres além de uma grande trincheira de pedras e assim a cidadela ficou protegida do leste ao sul pelo rio Askhurian e ao oeste pelo Vale das Flores.